# 萊佩克斯米倫巴赫河

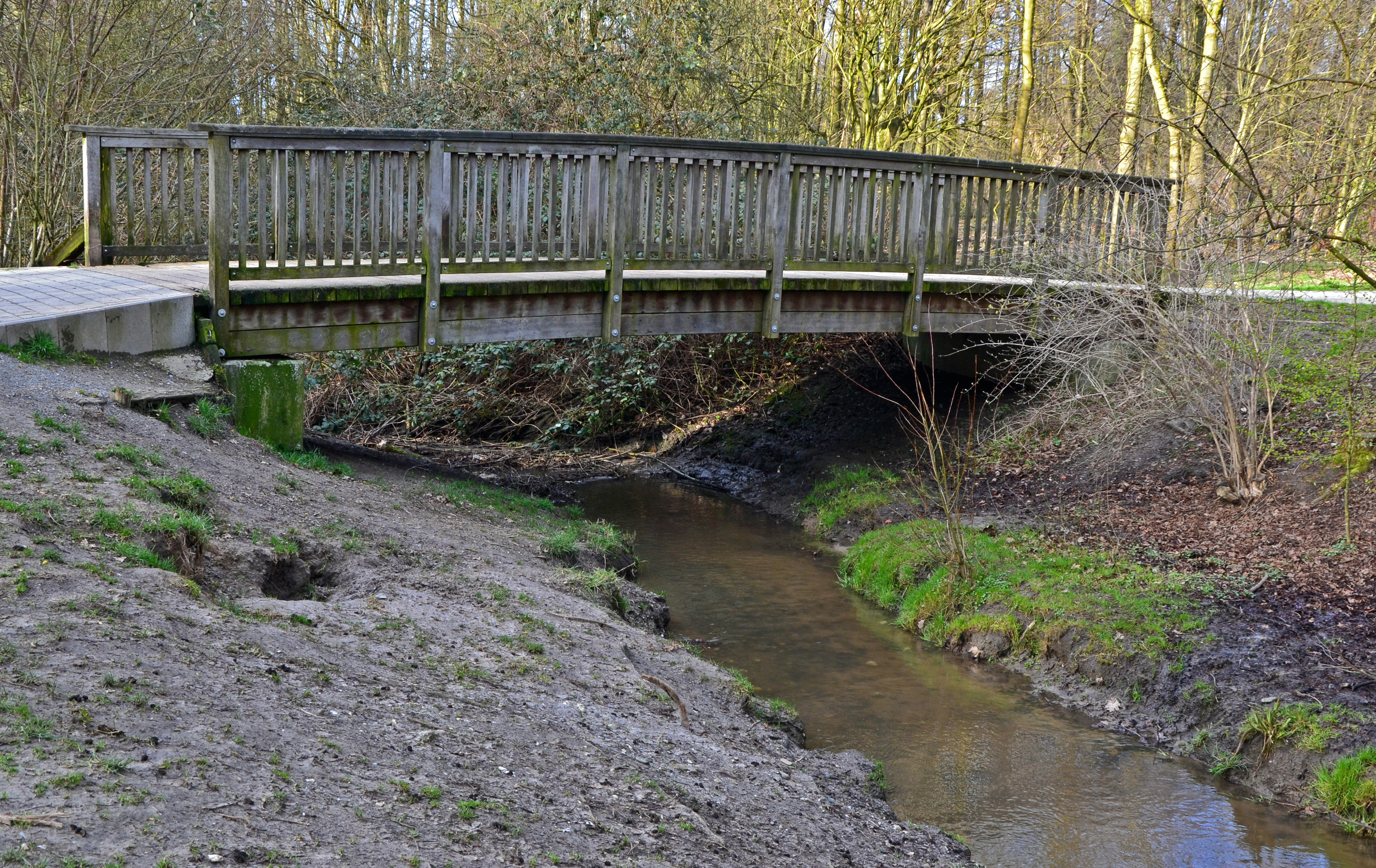

51°29′44″N 6°53′56.28″E / 51.49556°N 6.8989667°E
萊佩克斯米倫巴赫河（德語：Läppkes Mühlenbach），是德國的河流，位於該國西部，處於北萊茵-威斯特法倫州，屬於埃姆舍爾河的支流，河道全長3公里，流域面積8.8平方公里。